# Type 41 (cannone da cavalleria)
Il cannone da cavalleria da 75 mm Typ 41 (in giapponese 四一式騎砲) era un cannone campale per artiglieria a cavallo utilizzato dalle brigate di cavalleria dell'Esercito imperiale giapponese durante la prima guerra mondiale, la seconda guerra sino-giapponese, le guerre di confine contro l'URSS e la seconda guerra mondiale. Anche se effettivamente obsoleto all'inizio nel 1939, venne comunque utilizzato in numeri limitati, prima di essere rimpiazzato, durante il corso di quest'ultimo conflitto, dal Type 95. Era una versione alleggerita ma tecnicamente identica al pezzo campale per divisioni di fanteria Type 38. Il nome era dovuto all'anno di adozione, il 1908, 41º anno di regno dell'imperatore Meiji.